# Lake Waitawa
Der Lake Waitawa ist ein See im Kapiti Coast District der Region Wellington auf der Nordinsel von Neuseeland.

## Geographie
Der Lake Waitawa befindet sich 3,5 km nordnordöstlich von Ōtaki, 1,5 km nordnordwestlich des New Zealand State Highway 1 und 3,6 km ostsüdöstlich der Küste zur Tasmansee. Der mehrarmige See umfasst eine Fläche von 17,2 Hektar und besitzt eine Uferlinie von 3,95 km. Mit seinem längsten der drei Arme erstreckt sich der See über eine Länge von 975 m in Westsüdwest-Ostnordost-Richtung und misst an seiner breitesten Stelle 205 m in Nordnordwest-Südsüdost-Richtung.
Der See verfügt über keinen ständigen Zu- oder Ablauf. Lediglich bei starkem oder andauernden Regen speist sich der See von Osten her. Ein Ablauf findet dann über das westliche Ende des Sees in ein Feuchtgebiet und in einen kleinen westlich liegenden unbenannten See statt.

## Wanderweg
An der nordwestlichen Seite des Sees führt ein kleiner Wanderweg vorbei.